# Зооландия
Зооландия (фин. Zoolandia) — парк развлечений в районе Лието, в 16 км от Турку.

## История
Парк был основан в 1984 году в районе города Лието, вблизи Турку и позиционировал себя как зоопарк.
В 2000-х зоопарк насчитывал около 200 животный (млекопитающих, птиц, рептилий и рыб) 70 различных видов.
С 2004 по 2005 годы зоопарк обладал единственной из проживавших в Финляндии слонихой по имени Ванни, которую руководство парка по рекомендации куратора Европейской программы по африканским слонам Омелии Теркель вынуждено было подарить в Николаевский зоопарк Украины из-за отсутствия у слонихи необходимого общения (через 10 месяцев слониха скончалась по причине запущенности болезни зубов, начавшейся ещё в Финляндии).
С 2010-х зоопарк из-за снижения финансирования принял программу по сокращению содержания животных и стал оснащаться детскими аттракционами, игровыми автоматами, гостиницей, небольшим рестораном, кафе и сувенирным магазином, что фактически превратило его в провинциальный парк развлечений.